# Diecéze Bacatha v Palestině
Diecéze Bacatha v Palestině je titulární diecéze římskokatolické církve.

## Historie
Bacatha v Palestině, bylo starobylé biskupské sídlo nacházející se v římské provincii Palestina III. Byla součástí Jeruzalémského patriarchátu a sufragánnou arcidiecéze Petra v Palestině.
Sídlo je známé se jménem Metrocomias sive Bacathorum. Známe čtyři biskupy této diecéze. Alipij který se zúčastnil roku 449 Efezského koncilu; Řehoř zúčastněný roku 518 synody v Chalkedonii; Barak uvedený v životě svatého Sáby (532) a zúčastněný roku 536 synodu biskupů Palestiny proti monofyzitismu; Antonín který si dopisoval s papežem Martiněm I. (649).
Dnes je využívána jako titulární biskupské sídlo; do dnes nebylo sídlo obsazeno.

## Seznam biskupů
- Alipij (zmíněn roku 449
- Řehoř (zmíněn roku 518)
- Barak (před rokem 532 - po roce 536)
- Antonín (zmíněn roku 649)